# Martillo de carpintero

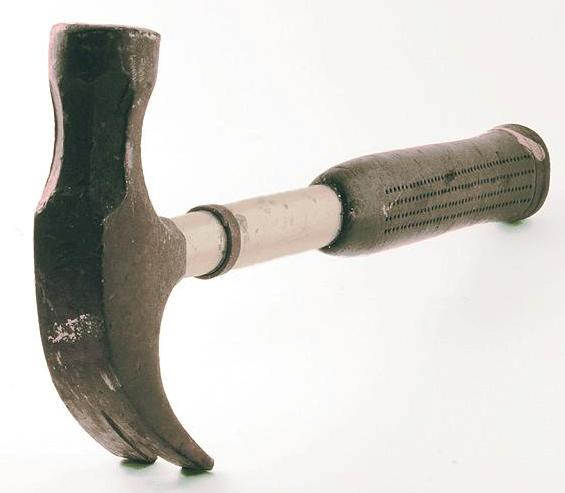
Martillo de orejas con mango de acero

Un martillo de orejas, martillo de carpintero  o  martillo de uña es una herramienta utilizada principalmente para golpear, clavar o extraer clavos o algún otro objeto en la madera. Generalmente, este martillo se asocia con el trabajo de la madera, pero no se limita sólo a esto, también ayuda con hierro, aluminio y diversos materiales.

## Descripción

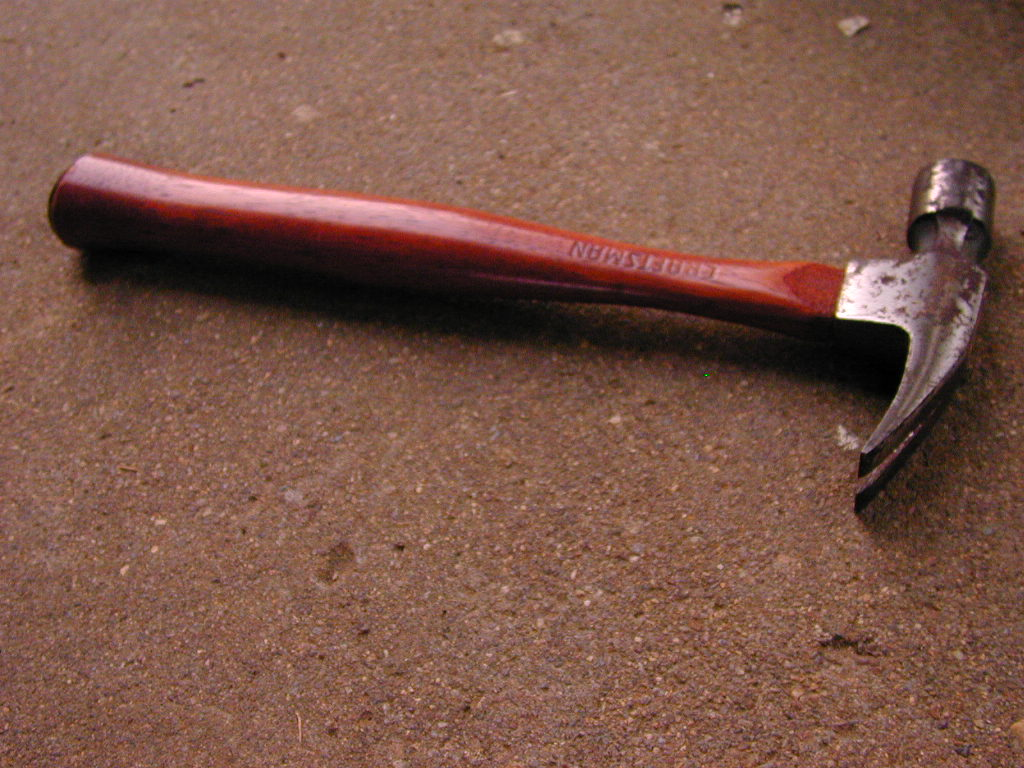
Martillo de carpintero

Un martillo de orejas puede parecerse a una letra "T", siendo el mango la parte más larga, y la cabeza la línea superior. En realidad, la cabeza del martillo no forma una línea recta, sino que se curva hacia abajo, formando unas "garras". Uno de los lados de la cabeza es plano, con la superficie lisa o rugosa, usado para impactar en otra superficie. El otro lado se curva hacia abajo y se divide formando una "V". Esta parte es la "garra" del martillo y es usada comúnmente para sacar los clavos de la madera. El extremo redondeado de la garra, junto con el mango, se usa para ganar influencia en la extracción del clavo.

## Tipos de martillos de orejas
Los martillos de orejas se construyen de muchas formas pero, normalmente, se realiza de dos maneras distintas. La primera, y la más popular, es el martillo de dos piezas. Este martillo se construye a partir de una cabeza de un martillo de metal con un agujero en el centro y un mango. El mango de madera se ha realizado para encajar perfectamente en el agujero de la cabeza. Una vez que el mango es insertado, una cuña de acero se inserta en la madera, en la cabeza del martillo. Esto fuerza a la madera a expandirse y asegura la cabeza con el mango. La otra forma es usando un martillo de una sola pieza. Estos martillos son normalmente fabricados con algún tipo de metal. A menudo tienen empuñaduras de goma para mejorar la ergonomía y disminuir las vibraciones. Otro tipo de martillo es el martillo enmarcado. Este es un martillo descomunal usado en la carpintería. Su grande y pesada cabeza puede incrementar la precisión, mientras disminuye el número de golpes necesarios para insertar al máximo el clavo.

## Usuarios primordiales
A menudo, ciertos tipos de pantalones, llamados «pantalones de carpinteros», incorporan un bucle en el lado de la pierna para guardar un martillo y llevarlo en todo momento. Aparte del sector industrial, el martillo de uñas es probablemente una de las herramientas más comunes que se encuentran en los hogares.

## Tecnología e innovación
Los martillos últimamente se han ido beneficiando de las innovaciones técnicas, como el mango de plástico, acero forjado, etc. La última innovación es incorporar un arco entre la cabeza y el mango.[cita requerida]